# Senyoria de Montfaucon
La senyoria de Montfaucon, fou una jurisdicció feudal del Franc Comtat, al modern departament del Doubs, vassalla de l'arquebisbe de Besançon. La important família dels Montfaucon, que va adquirir també el comtat de Montbéliard, la va posseir, i quan el comtat va passar per matrimoni a la casa de Wurtemberg es va formar la branca de Wurtemberg-Montbéliard que hi va continuar governant fins al 1629.

## Llista des senyors de Montfaucon
- segle XI: Berald de Montfaucon
- segle XI: Ricard I de Montfaucon
- 10??-1110: Amadeu I de Montfaucon
- 1095-1130: Ricard II de Montfaucon, fill
- 1130-1162: Amadeu II de Montfaucon (?-1195), fill

Amadeu es va casar amb Sofia de Montbéliard, filla del comte Thierry II de Montbéliard, i va esdevenir comte consort de Montbéliard a la mort de Thierry el 1162. Els senyors de Montfaucon foren en endavant comtes de Montbéliard.

## Senyors de Montfaucon, comtes de Montbéliard
- 1130-1195: Amadeu II de Montfaucon comte de 1162 a 1195
- 1155-1227: Ricard III de Montfaucon, fill
- 1205-1283: Thierry III de Montfaucon senyor el 1205, comte el 1227 (fill)
- 12831322: passa a Renald de Borgonya
- 1322-1367: Enric de Montfaucon
- 1367-1397: Esteve de Montfaucon
- 1387-1444: Enriqueta d'Orbe-Montfaucon, comtessa de Wurtemberg per matrimoni amb Eberard IV de Wurtemberg el 1407 (neta).

A la seva mort la línia fou continuada pel seu fill Lluís de Wurtemberg de la branca de Wurtemberg-Montbéliard dels comtes de Wurtemberg.
El 1629, la baronia de Montfaucon fou atribuïda pel rei Lluís XIII de França a Esteve de Ca'Balbi, senyor de Fabas. La seva líniea va seguir fins a la revolució; la família Balbt de Montfaucon continua encara avui dia amb el títol i porta el títol de marquesos de Vernon.